# Championnat d'Ouzbékistan de football 2009
Navigation
Saison précédente Saison suivante
La saison 2009 du Championnat d'Ouzbékistan de football est la dix-huitième édition de la première division en Ouzbékistan, organisée sous forme de poule unique, l'Oliy Liga, où toutes les équipes se rencontrent deux fois au cours de la saison. En fin de saison, les deux derniers du classement sont relégués et remplacés par les deux meilleurs clubs de Birinchi Liga, la deuxième division ouzbek.
C'est le FC Bunyodkor, tenant du titre, qui remporte de nouveau le championnat cette saison après avoir terminé -invaincu- en tête du classement final, avec… vingt-deux points d'avance sur le Pakhtakor Tachkent et trente-et-un sur le Nasaf Qarshi. C'est le deuxième titre de champion d'Ouzbékistan de l'histoire du club, qui manque le doublé en s'inclinant en finale de la Coupe d'Ouzbékistan, à nouveau face au Pakhtakor Tachkent.
Avant le début de la saison, l'un des promus, le FK Dostlik Tachkent, déclare forfait et permet au FK Bukhara, relégué en fin de saison dernière, d'être repêché parmi l'élite.

## Clubs participants
- Pakhtakor Tachkent
- Neftchi Ferghana
- FC Bunyodkor
- FK Bukhara
- Navbahor Namangan
- Lokomotiv Tachkent
- FK Shurtan Guzar
- FK Andijan
- FK Kyzylkum Zarafshan
- Sogdiana Jizzakh
- FK AGMK
- FK Xorazm Urganch - Promu de Birinchi Liga
- FK Samarqand-Dinamo
- Nasaf Qarshi
- Metallurg Bekabad
- Mash'al Mubarek

## Compétition
Le barème de points servant à établir le classement se décompose ainsi :
- Victoire : 3 points
- Match nul : 1 point
- Défaite : 0 point

### Classement
| Rang | Équipe                | Pts | J  | G  | N  | P  | Bp | Bc | Diff |
| ---- | --------------------- | --- | -- | -- | -- | -- | -- | -- | ---- |
| 1    | FC Bunyodkor T        | 86  | 30 | 28 | 2  | 0  | 85 | 13 | +72  |
| 2    | Pakhtakor Tachkent C  | 64  | 30 | 18 | 10 | 2  | 69 | 16 | +53  |
| 3    | Nasaf Qarshi          | 55  | 30 | 16 | 7  | 7  | 47 | 27 | +20  |
| 4    | FK AGMK               | 48  | 30 | 15 | 3  | 12 | 50 | 38 | +12  |
| 5    | Neftchi Ferghana      | 46  | 30 | 14 | 4  | 12 | 42 | 38 | +4   |
| 6    | Lokomotiv Tachkent    | 43  | 30 | 11 | 10 | 9  | 34 | 39 | -5   |
| 7    | FK Andijan            | 39  | 30 | 10 | 9  | 11 | 47 | 48 | -1   |
| 8    | FK Samarqand-Dinamo   | 38  | 30 | 11 | 5  | 14 | 44 | 42 | +2   |
| 9    | FK Xorazm Urganch P   | 38  | 30 | 9  | 11 | 10 | 30 | 39 | -9   |
| 10   | FK Shurtan Guzar      | 35  | 30 | 9  | 8  | 13 | 34 | 50 | -16  |
| 11   | FK Kyzylkum Zarafshan | 35  | 30 | 10 | 5  | 15 | 33 | 56 | -23  |
| 12   | Mash'al Mubarek       | 31  | 30 | 8  | 7  | 15 | 32 | 42 | -10  |
| 13   | Metallurg Bekabad     | 31  | 30 | 6  | 10 | 14 | 36 | 49 | -13  |
| 14   | Navbahor Namangan     | 28  | 30 | 7  | 7  | 16 | 21 | 47 | -26  |
| 15   | FK Bukhara            | 24  | 30 | 6  | 6  | 18 | 40 | 59 | -19  |
| 16   | Sogdiana Jizzakh      | 24  | 30 | 6  | 6  | 18 | 24 | 65 | -41  |

|  | Qualification pour la Ligue des champions 2010                                      |
|  | Qualification pour la Coupe de l'AFC 2010                                           |
|  | Relégation directe en Birinchi Liga                                                 |
|  | T: Tenant du titre C: Vainqueur de la Coupe d'Ouzbékistan P: Promu de Birinchi Liga |

## Bilan de la saison
| Championnat d'Ouzbékistan de football 2009 |                         |
| Champion                                   | FC Bunyodkor (2e titre) |
| Coupes et trophées                         |                         |
| Vainqueur de la Coupe d'Ouzbékistan 2009   | Pakhtakor Tachkent      |
| Qualifications continentales               |                         |
| Ligue des champions 2010                   | FC Bunyodkor            |
| Ligue des champions 2010                   | Pakhtakor Tachkent      |
| Coupe de l'AFC 2010                        | Nasaf Qarshi            |
| Promotions et relégations                  |                         |
| Promus en Oliy Liga                        | Aucun                   |
| Relégués en Birinchi Liga                  | FK Bukhara              |
| Relégués en Birinchi Liga                  | Sogdiana Jizzakh        |